# Extensis EX3000
EX3000 је био кућни рачунар фирме Extensis који је почео да се производи у САД током 1977. године.
Користио је 8085 микропроцесорску јединицу а RAM меморија рачунара је имала капацитет од 16 KB (до 64 KB). 
Као оперативни систем кориштен је EMOS.

## Детаљни подаци
Детаљнији подаци о рачунару EX3000 су дати у табели испод.
|                       |                           |
| [ 1 ]                 |                           |
| Произвођач            |                           |
| Тип                   | кућни рачунар             |
| Меморија              | 16 (до 64 )               |
| Поријекло             | Сједињене Америчке Државе |
| Година                | 1977                      |
| Тастатура             | непознато                 |
| Процесор              |                           |
| Фреквенција процесора | непознато                 |
| RAM                   | 16 (до 64 )               |
| ROM                   | 16                        |
| Текст                 | 80 x 24                   |
| Графика               | непознато                 |
| Боја                  | непознато                 |
| Звук                  | непознато                 |
| Димензије             | непознато                 |
| Портови               |                           |
| Оперативни систем     |                           |